# Herpestes brachyurus
La mangosta de cola corta (Herpestes brachyurus) es una especie de mamífero carnívoro perteneciente a la familia Herpestidae; vive en la selva del suroeste de Asia.
El color de la especie varía de rojo-marrón a negro, con miembros negros. La cabeza es más grisácea, con una mancha negra en la barbilla. La especie tiene una longitud de 60 a 65 cm (incluyendo la cola) y un peso aproximado de 1,4 kg. La cola es relativamente corta con cerca de 25 cm.
La mangosta de cola corta se encuentra en la selva de baja altura de la península Malaya y Borneo (U. brachyura rajah (Thomas, 1921)); en Sumatra y en la isla filipina de Palawan y Busuanga se encuentran subespecies a veces atribuidas a ésta y otras a U. semitorquata. Es más común en la vecindad de los ríos y otros cuerpos de agua. Una de sus subespecies, la mangosta de Hose (H. brachyurus hosei), es a menudo considerada como una especie separada.